# Françoise d'Aubigné, Hầu tước xứ Maintenon
Françoise d'Aubigné, Nữ Hầu tước xứ Maintenon (tiếng Pháp: Françoise d'Aubigné, Marquise de Maintenon, 27 tháng 11 năm 1635 - 15 tháng 4 năm 1719) hoặc Phu nhân xứ Maintenon (Madame de Maintenon / UK: /ˈmæ̃tənɒ̃/, US: /ˌmæ̃t(ə)ˈnoʊn/, là một nữ chính khách Pháp.

## Lịch sử
Françoise d'Aubigné sinh ngày 27 tháng 11 năm 1635 tại Hotel du Chaumont, Niort, Tây Nam Pháp. Xuất thân quý tộc trung lưu, bị gia đình ép vào tu viện làm nữ tu, tuy chán ghét cuộc sống chốn tu viện nhưng bà từng yêu một nữ tu ở đó. Sau đó kết hôn một nhà thơ kiêm tiểu thuyết gia lớn hơn mình 25 tuổi. Francoise d'Aubigne gặp Madame de Monstepan, người tình nổi tiếng lúc bấy giờ của Vua Louis XIV. Madame de Monstepan thuê bà làm gia sư và bảo mẫu chăm sóc đám con ngoài giá thú mà Monstepan hạ sinh cho nhà vua.
Lúc bấy giờ, Madame de Monstepan cậy sủng nên không coi đương kim hoàng hậu ra gì, thường xuyên ghen tuông khi biết nhà vua có người tình khác. Thậm chí có tin đồn bà Monstepan ra tay hạ độc giết chết một cô người tình mới của Louis XIV. Quá chán ngán tính nết của Madame de Monstepan, dần dà nhà vua để ý đến cô bảo mẫu và chọn bà làm người tình mới, phong bà là Nữ Hầu tước xứ Maintenon, còn Madame de Montespan dần bị thất sủng.
Khi trở thành người tình của vua, Madame de Maintenon có khuyên nhà vua quan tâm lo lắng đến vương hậu lúc này bị thất sủng lâu năm sinh bệnh, vương hậu rất vui và cảm kích bà, vương hậu còn bảo đó là khoảnh khắc hạnh phúc nhất cuối đời bà.
Sau khi vương hậu qua đời không bao lâu, Louis XIV bí mật kết hôn với Madame de Maintenon, bà trở thành người vợ thứ hai của nhà vua, nhưng triều đình không bao giờ công nhận bà là vương hậu nước Pháp, vì cuộc hôn nhân giữa 2 người là "Quý tiện kết hôn" (Morganatic marriage) tức hôn nhân không môn đăng hộ đối. Giai cấp quý tộc Châu Âu đưa ra luật này để ngăn chặn các cuộc hôn khác biệt giữa 2 giai cấp, dù có kế hôn thì đối phương cũng không có quyền thừa kế tước hiệu hay tài sản, đứa con sinh ra cũng không có quyền thừa từ cha. Madame de Maitenon cũng không sinh được đứa con nào cho nhà vua vì lúc kết hôn với nhà vua bà đã trên 40 tuổi.
Mặc dù không được công nhận là vương hậu, Madame de Maintenon có tầm hưởng lên Vua Louis XIV, trở thành cố vấn duy nhất của nhà vua, là người bạn đời của nhà vua cho đến cuối đời và nhà vua cũng không có thêm bất kỳ cô tình nhân nào. Bà có sáng lập một trường học dành cho các cô gái thuộc gia đình quý tộc mà bần hàn khó khăn.
Vua Louis XIV qua đời năm 1715, vài năm sau Madame de Maintenon qua đời năm 1719.

### Tư liệu
- Bryant, Mark (2004). "Partner, Matriarch, and Minister: Mme de Maintenon of France, Clandestine Consort, 1680-1715". Trong Campbell Orr, Clarissa (biên tập). Queenship in Europe 1660-1815: The Role of the Consort. Cambridge University Press. tr. 77–106. ISBN 0-521-81422-7.
- Buckley, Veronica (2008). Madame de Maintenon: The Secret Wife of Louis XIV. London: Bloomsbury. ISBN 0-7475-8098-7.
- Fraser, Antonia (2006). Love and Louis XIV. London: Weidenfeld & Nicolson. ISBN 0-297-82997-1.
- Herman, Eleanor (2004). Sex with Kings. New York: Harper Collins. ISBN 0-06-058543-9.
- de Rochechouart de Mortemart, Françoise-Athénaïs (1899). The Memoirs of Madame de Montespan. Boston: L. C. Page and Company, Inc.
- de Rouvroy, Louis. St. John, Bayle (biên tập). The Memoirs of Louis XIV., His Court and The Regency, Complete.
- Stephens, Henry Morse (1911). "Maintenon, Françoise d'Aubigné, Marquise de". Trong Chisholm, Hugh (biên tập). Encyclopædia Britannica. Quyển 17 (ấn bản thứ 11). Cambridge University Press. tr. 442–444.